# Luxiaria grammaria
Luxiaria grammaria är en fjärilsart som beskrevs av Swinhoe 1901. Luxiaria grammaria ingår i släktet Luxiaria och familjen mätare. Inga underarter finns listade i Catalogue of Life.